# Amelia Dyer

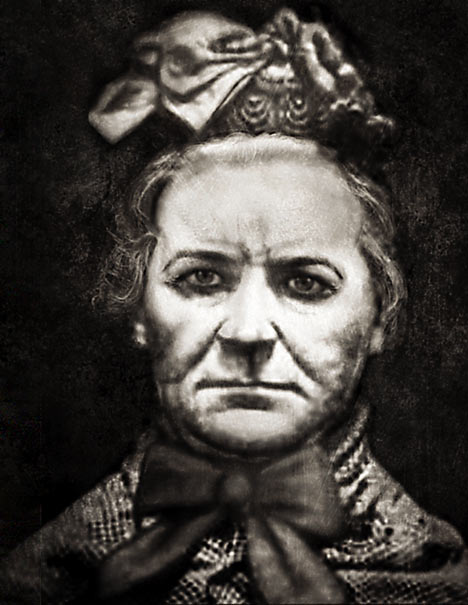
Dyer em 1893

Amelia Elizabeth Dyer (1837 - 10 de junho de 1896) foi uma das maiores assassinas em série em toda a história, matando crianças que estavam sob seu cuidado durante um período de mais de 20 anos na Grã-Bretanha Vitoriana. Foi julgada e enforcada por um assassinato, mas existem poucas dúvidas que fosse responsável por muitas outras mortes semelhantes - possivelmente mais de 400.

## Passado
Ao contrário de muitos da sua geração, Dyer não era produto da pobreza opressiva. Foi a mais nova de 5 irmãos (com três rapazes, Thomas, James e William, e uma irmã, Ann) na pequena vila de Pyle Marsh, a leste de Bristol (agora parte da zona urbana dessa cidade), filha de um sapateiro, Samuel Hobley, e de Sarah Hobley (nascida Weymouth). Aprendeu a ler e escrever e desenvolveu uma paixão por literatura e poesia. Contudo, a sua infância foi marcada pela doença mental da sua mãe, causada por febre tifoide. Amelia testemunhou as atitudes violentas da sua mãe e foi obrigada a tomar conta dela até morrer, delirante, em 1848. Investigadores comentaram, mais tarde, o efeito que isto teve em Dyer, e também o que mostrou sobre pessoas que sofrem de doenças mentais.
Depois da morte da mãe, Amelia viveu com uma tia em Bristol durante uns tempos, antes de ser aprendiz de uma fabricante de espartilhos. O seu pai morreu em 1859. O seu irmão mais velho, Thomas, herdou todo o negócio de sapatos da família. Em 1861, com 24 anos, Amelia ficou permanentemente distanciada de, pelo menos, um dos irmãos, James, e mudou-se para Trinity Street, Bristol. Aí, casou-se com George Thomas que tinha 59 anos, e ambos mentiram sobre a sua idade na certidão de casamento de forma a reduzir a diferença de idades. George tirou 11 anos de sua idade e Amelia adicionou 6, várias fontes citam a idade de ambos, causando muita confusão.

## Enfermagem
Após se casar com George Thomas, Dyer estudou para ser enfermeira. Através de uma parteira, Ellen Dane, aprendeu uma forma simples de fazer dinheiro - usando a sua própria casa para providenciar alojamento para mulheres jovens que tivessem concebido ilegitimamente, e depois levar os bebés para adoção, ou deixá-los morrer de fome, ou por maus tratos (Ellen Dane foi forçada a fugir para os Estados Unidos da América, pouco depois de conhecer a Amelia, para escapar da atenção das autoridades). Mães solteiras na Bretanha Vitoriana, tentavam com frequência ganhar algum dinheiro, desde que em 1834, o Ato da Emenda da Lei da Pobreza tinha retirado qualquer obrigação financeira dos pais de crianças ilegítimas, trazendo as crianças para uma sociedade onde a parentalidade singular e a ilegitimidade em estigmatizadas. Isto leva à prática de venda de bebés onde indivíduos se dirigem a agências de adoção ou orfanatos, em troca de pagamentos regulares ou únicos, com taxas para as mães das crianças. Muitos negócios foram criados com intuito de cuidar das jovens mães até ao nascimento. As mães, consequentemente, deixavam os bebés não desejados, para serem tratados por enfermeiras.
A classe social dos pais envolvidos era muitas vezes explorada com intenções financeiras: se um bebé provinha de uma família abastada, que apenas pretendia manter a gravidez em segredo, a taxa única podia ser de 80 libras.  Até 50 libras poderiam ser negociadas, se o pai da criança quisesse apressar o procedimento. Contudo, era mais comum para estas jovens mães, cuja "imoralidade" impedia a aceitação em casas para trabalhar, e serem empobrecidas. Para essas mulheres eram cobradas apenas 5 libras. 
Cuidadores sem escrúpulos começaram a fazer os bebés passarem fome, para poupar dinheiro e até para apressar a morte. Bebés barulhentos ou exigentes eram sedados com álcool, ou opiáceos. Godfrey's Cordial- conhecido como "Amigo da mãe", (um xarope com ópio) - era uma escolha frequente, mas existiam várias preparações semelhantes. Muitas crianças morreram como resultado destas práticas: "Ópio matou mais crianças através da fome do que diretamente por overdose". Dr. Greenhow, investigando para o conselho de Privy, notou como as crianças "eram deixadas num estado constante de narcotismo e com pouca comida".  A morte se dava por má nutrição, mas o médico legista declarava como "debilidade ao nascimento" ou "falta de leite materno" ou simplesmente "morte pela fome". Mães que resolveram reivindicar, ou saber do estado das suas crianças podiam, frequentemente, encontrar dificuldades, mas a maior parte estava simplesmente com demasiado medo ou envergonhada para dizer à polícia sobre qualquer suspeita. Até as autoridades tinham problemas em encontrar as crianças, dadas como desaparecidas.
Este era o mundo de Amelia, cedido pela agora deportada, Ellen Dane. Amelia teve de deixar a enfermagem com o nascimento da filha, Ellen Thomas. Em 1869, o marido George Thomas morreu e Amelia precisava de dinheiro.

## Assassinatos
Amelia era, aparentemente, boa a fazer dinheiro através da venda de crianças, e apesar de tomar conta de mulheres grávidas, apresentou-se como enfermeira e adotava um bebé, em troca de um pagamento substancial e roupa para a criança. Nas suas propagandas e reuniões com clientes, ela garantia ser respeitável, casada, e que providenciava uma casa segura e com amor para as crianças.
Num certo ponto na sua carreira de venda de bebés, Amelia estava preparada para deixar de lado os custos e inconveniências de esperar as crianças morrerem por negligência e fome; pouco após receber cada criança, matava-as, ficando assim com mais lucros.
Durante algum tempo, Dyer iludiu o interesse da polícia. Foi eventualmente apanhada em 1879 depois de um médico ter ficado surpreso com o número de mortes de crianças que estavam aos cuidados de Dyer. Todavia, em vez de ser condenada por homicídio, foi condenada a seis meses de trabalho forçado, por negligência. A experiência, alegadamente, quase destruiu a sua saúde mental, apesar de outros terem expressado o facto de a pena ser branda comparando com outros que tinham crimes menores.
Depois da libertação, tentou reformar-se da carreira de enfermeira. Fez palestras em hospitais psiquiátricos sobre a sua, alegada, instabilidade mental e tendências suicidas; estas coincidiam sempre com fases em que era conveniente para ela "desaparecer". Sendo uma antiga enfermeira de asilo, Amelia sabia como se comportar para garantir uma existência relativamente confortável no asilo. Dyer aparenta ter começado a abusar de álcool e produtos à base de ópio antes da sua carreira de assassina; a sua instabilidade mental pode ser relacionada com o seu abuso de drogas. Em 1890, Dyer cuidou do bebé ilegítimo de uma governanta, que ao voltar para visitar a criança ficou imediatamente com suspeitas e despiu o bebé para ver se tinha presente uma marca de nascença numa das suas ancas. Não tinha, e outras suspeitas pelas autoridades levaram a que Dyer tivesse, ou fingisse ter, um esgotamento nervoso. Dyer, a um certo ponto, bebeu duas garrafas de láudano numa séria tentativa de suicídio, mas o seu abuso de longo prazo deu-lhe tolerância a produtos com ópio, portanto, sobreviveu.
Inevitavelmente, voltou à venda de bebés, e aos assassinatos. Dyer percebeu a insensatez de envolver médicos para passar certidões de óbito e começou a libertar-se dos corpos pessoalmente. A natureza precária e a atitude nas suas funções voltaram a atrair atenções indesejadas; foi alertada para a atenção da polícia - e de pais procurando reclamar as suas crianças. Ela e a sua filha mudavam-se com frequência para cidades diferentes para escapar às suspeitas, permanecendo anónimas - e para adquirir novos negócios. Durante os anos, Dyer usou vários nomes falsos.
Em 1893, Dyer foi libertada do seu compromisso final no asilo psiquiátrico de Wells. Ao contrário de anteriores "esgotamentos" esta foi a experiência mais desagradável e não voltou a entrar num asilo. Dois anos depois, Dyer mudou-se para Caversham, Berkshire, acompanhada de uma associada que levantava poucas suspeitas, Jane "Granny" Smith, que Amelia recrutara através de uma pequena palestra num asilo, a sua filha e genro, Mary Ann (conhecida como Polly) e Arthur Palmer. Seguiu-se nova mudança para o número 45 da Kensington Road, Reading, Berkshire, no mesmo ano. Smith foi persuadido por Amelia para lhe chamar de mãe em frente de mulheres inocentes que estivesse a entregar os seus bebés. Este foi um esforço para passar uma imagem de mãe devota.

### Estudo de caso: O assassinato de Doris Marmon
Em janeiro de 1896, Evelina Marmon, uma empregada de bar de 25 anos, deu à luz uma filha ilegítima, Doris, numa casa em Cheltenham. Rapidamente procurou ofertas de adoção, e colocou um anúncio na seção de "Miscelânea" do jornal Bristol Times & Mirror. Dizia apenas: "Precisa-se de mulher respeitável para ficar com criança pequena". Marmon tencionava voltar ao trabalho e mais tarde recuperar a sua filha.
Por coincidência, junto do seu anúncio, estava um que dizia: "Casal casado sem família adotaria criança saudável, boa casa de campo. Termos, £10". Marmon respondeu, a uma "Mrs. Harding", e poucos dias depois recebeu uma resposta de Dyer. De Oxford Road em Reading, "Mrs. Harding" escreveu que "seria do meu agrado ficar com a criança, uma a que pudesse chamar minha". Ela continuou: "Somos honestos, pessoas caseiras, em óptimas circunstâncias. Eu não quero uma criança por dinheiro, mas para conforto...Eu e o meu marido adoramos crianças. Não temos filhos nossos. Uma criança comigo teria uma boa casa e um amor de mãe".
Evelina Marmon pretendia pagar um valor mais baixo pela sua filha, mas "Mrs. Harding" insistiu em que o pagamento fosse feito em avançado. Marmon estava desesperada, portanto, concordou em pagar £10 (dez libras), e uma semana mais tarde "Mrs. Harding" chegou a Cheltenham.
Marmon ficou surpresa pela idade avançada de Dyer e aparência entroncada, mas Dyer mostrou-se afetuosa para com Doris. Evelina entregou a sua filha, uma caixa de cartão com roupas e as £10. Ainda com receio de entregar a sua filha, Evelina acompanhou Dyer até à estação de Cheltenham, e depois até Gloucester. Voltou para as suas origens como uma "mulher pobre". Poucos dias depois, recebeu uma carta de "Mrs. Harding" dizendo que estar tudo bem; Marmon escreveu de volta, mas não recebeu resposta.
Dyer não viajou para Reading, como disse a Marmon. Foi antes ao número 76 de Mayo Road, Willesden, Londres, onde estava a sua filha Polly de 23 anos. Lá, Dyer encontrou fita usada em vestidos, enrolou duas vezes em volta do pescoço da bebé e deu um nó. A morte não foi imediata (Amelia disse mais tarde "eu gostava de vê-los com a fita em volta do pescoço, mas estaria tudo resolvido logo para eles"). 
Ambas as mulheres, alegadamente, ajudaram a envolver o corpo do bebé num pano. Mantiveram algumas das roupas de Marmon dera-lhes; o resto foi penhorado. Dyer pagou a renda à sua proprietária, e deu-lhe um par de botas de criança como presente para a sua filha. No dia seguinte, 1 de abril de 1896, quarta-feira, outra criança, chamada Harry Simmons, foi levada a Mayo Road. Contudo, sem fita disponível, a fita de volta do pescoço de Doris foi retirada e usada para estrangular o novo bebé de 13 meses.
A 2 de abril, ambos os corpos foram colocados num saco, com tijolos para adicionar peso. Dyer levou-os para Reading. Num determinado local que conhecia, perto de uma barragem, em Caversham Lock, largou o saco no rio Tâmisa.

## Caída de Dyer

### Descoberta dos corpos
Sem Dyer saber, a 30 de março de 1896, um saco foi retirado do rio por um barqueiro. Continha o corpo de uma menina, mais tarde identificada como Helena Fry. Na força polícial disponível em Reading, o Detetive Constable Anderson fez uma descoberta importante. Para além de encontrar um rótulo da estação de Temple Meads, Bristol, usou análise microscópica do papel de embrulho, e decifrou um nome legível - Mrs. Thomas - e um endereço.
Estas provas foram suficientes para levar a polícia a Dyer, mas ainda não tinham provas suficientes para a ligar diretamente a qualquer crime mais sério. Outras provas adicionais através das testemunhas, e informação obtida da polícia de Bristol, apenas serviram para aumentar as suas preocupações, e D. C. Anderson, com o Sargento James, puseram a casa de Dyer sob vigilância. A investigação sugeria que Dyer iria fugir se levantassem suspeitas. Os oficiais decidiram usar uma jovem mulher como isca, esperando que conseguisse um encontro com Dyer para discutir os seus serviços. Isto pode ter sido decidido para ajudar os detetives no caso e ligá-la aos seus negócios, ou simplesmente para a prender. 
Dyer estava à espera que o novo cliente (a isca) ligasse, mas em vez disso encontrou os detetives à espera na sua porta. A 3 de abril, a polícia foi a sua casa. Foram, aparentemente, golpeados pela extensão de decomposição humana, contudo não viram restos mortais. Existia, contudo, várias outras provas, incluindo fita branca, telegramas sobre arranjos de adoção, recibos de penhores sobre roupas de criança, recibos de publicidade e cartas das mães perguntando sobre o estado das suas crianças.
A polícia calculou que nos meses anteriores, pelo menos 20 crianças foram colocadas aos cuidados de "Mrs. Thomas", agora associada a Amelia Dyer. Também parecia estar prestes a mudar de casa novamente, desta vez para Somerset. Esta escala de homicídios levou a que se pensasse que Dyer, durante várias décadas, matara cerca de 400 bebés e crianças, fazendo dela um dos assassinos mais intensos de sempre, assim como a mulher assassina com mais mortes.
Helena Fry, o bebé removido do rio Thames a 30 de março, foi dada a Dyer na estação de Temple Meads a 5 de março. Nessa mesma tarde, chegou a casa levando apenas um embrulho de papel castanho. Escondeu a embalagem na sua casa, mas, depois de 3 semanas, o cheiro de decomposição levou-a a deitar o bebé no rio. Como não colocou peso adequado no saco, foi descoberta facilmente.
Amelia Dyer foi presa a 4 de abril e acusada de assassinato. O seu genro Arthur Palmer foi condenado por cumplicidade. Durante o mês de abril, o Tâmisa foi revisto e mais 6 corpos foram encontrados, incluindo Doris Marmon e Harry Simmons - as últimas vítimas de Dyer. Cada bebé foi estrangulado com fita branca, que ela mais tarde disse à polícia "é como se distingue se é um dos meus". Onze dias após ter entregue a sua filha a Dyer, Evelina Marmon, cujo nome surgira nos objetos em posse de Dyer, identificou os restos da sua filha.

### Inquérito e julgamento

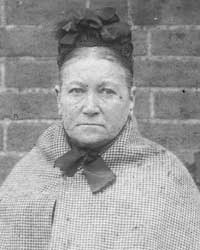
Dyer depois de sua prisão em 1896

No inquérito sobre as mortes no início de maio, não foram encontradas provas que Mary Ann ou Arthur Palmer estivessem envolvidos com Dyer. Arthur Palmer foi absolvido no seguimento de uma confissão escrita por Amelia Dyer. Na prisão de Reading ela escreveu (na sua própria escrita e pontuação).
A 22 de maio de 1896, Amelia Dyer apareceu em Old Bailey e deu-se como culpada de um homicídio, de Doris Marmon. A sua família e associados testemunharam no julgamento que ela aumentara as suspeitas sobre as suas atividades e que Dyer escapara, várias vezes, à descoberta. Provas de um homem que foi visto a falar com Dyer quando esta se livrou de dois corpos em Caversham Lock foi também importante. A sua filha deu provas gráficas que ajudou a acusação.
A única defesa de Dyer era a insanidade: estivera num asilo duas vezes em Bristol. Contudo, a acusação argumentou com sucesso que as suas exibições de instabilidade mental foram uma máscara para evitar suspeitas; ambos os assassinatos coincidiram com fases em que Dyer estava consciente dos seus crimes.
Bastaram apenas 4 minutos e meio para o júri a dar como culpada. Nos seus 3 meses na solitária, encheu 5 cadernos com a sua "sincera e final confissão". Visitada pelo capelão na noite anterior à sua execução e perguntado se tinha algo a confessar, ela ofereceu-lhe os cadernos, dizendo: "isto é suficiente?". Curiosamente, não se opôs a ser testemunha no julgamento de Polly por homicídio, marcado para uma semana depois da sua data de execução. Contudo, foi decidido que Amelia estaria já legalmente morta depois da sentença, portanto, qualquer testemunho não seria válido. Portanto, a sua execução não foi adiada. Na véspera da sua execução, Amelia soube que as queixas contra Polly foram retiradas. Foi enforcada por James Billington na prisão de Newgate numa quarta-feira, 10 de Junho de 1896. No andaime ao ser-lhe questionado se tinha algo a dizer, ela disse "Não tenho nada a dizer", antes de ser deixada cair às 9 da manhã em ponto.

## Desenvolvimentos posteriores
É incerto quantas crianças Amelia Dyer matou. Contudo, inquéritos às mães, provas de outras testemunhas e material encontrado nas casas de Dyer, incluindo cartas e várias roupas de bebés, apontam para muitas mais. 
O caso de Dyer causou um escândalo. Ficou conhecida como "O Ogre de Reading", e inspirou uma música conhecida.
Consequentemente, as leis da adoção foram tornadas mais rígidas, dando às autoridades locais poderes para policiar as vendas de bebés na esperança de acabar com abusos. Apesar disto e da examinação dos anúncios de jornais, o tráfico e abuso de crianças não parou. Dois anos depois da execução de Dyer, trabalhadores das linhas de comboio, trem no Brasil, que inspecionavam carruagens em Newton Abbot, Devon, encontraram um embrulho. Dentro estava uma bebé de 3 semanas, mas apesar do frio e da chuva, estava viva. A filha de uma viúva, Jane Hill, havia sido dada a uma Mrs. Stewart por £12. Fora buscar a bebé a Plymouth - e aparentementea largou no primeiro comboio (trem no Brasil). Foi publicado que "Mrs. Stewart" era Polly, a filha de Amelia Dyer.

## Vítimas identificadas
- Doris Marmon, 4 meses
- Harry Simmons, 13 meses
- Helena Fry, idade desconhecida, cerca de um ano ou menos.

## Especulação de Jack, o estripador
Por ser uma assassina viva na altura das mortes de Jack, o estripador, alguns sugeriram que Amelia Dyer era Jack, o estripador, que matou prostitutas através de abortos. Esta sugestão foi colocada na mesma pelo autor William Stewart, contudo ele prefere Mary Pearcey como a sua suspeita. Não existe, todavia, quaisquer provas que liguem Dyer às mortes de Jack, o estripador.